# Roňava
Roňava (en hongrois : Ronyva) est un affluent de la rive droite du Bodrog, lui-même affluent de la Tisa, dans le bassin du Danube.

## Géographie
La source se situe dans les Slanské vrchy à 465 m d'attitude au sud-ouest de la montagne Bogota (altitude 856,4 m). Il rejoint le Bodrog en Hongrie près 12 km nord-est de Sárospatak. Sur la rive droite se situe la ville hongroise Sátoraljaújhely et sur l’autre côté la commune slovaque de Slovenské Nové Mesto qui fut un quartier de la ville avant 1918.
Son bassin hydrographique est de 499 km2 pour sa partie slovaque.

## Aspect historique

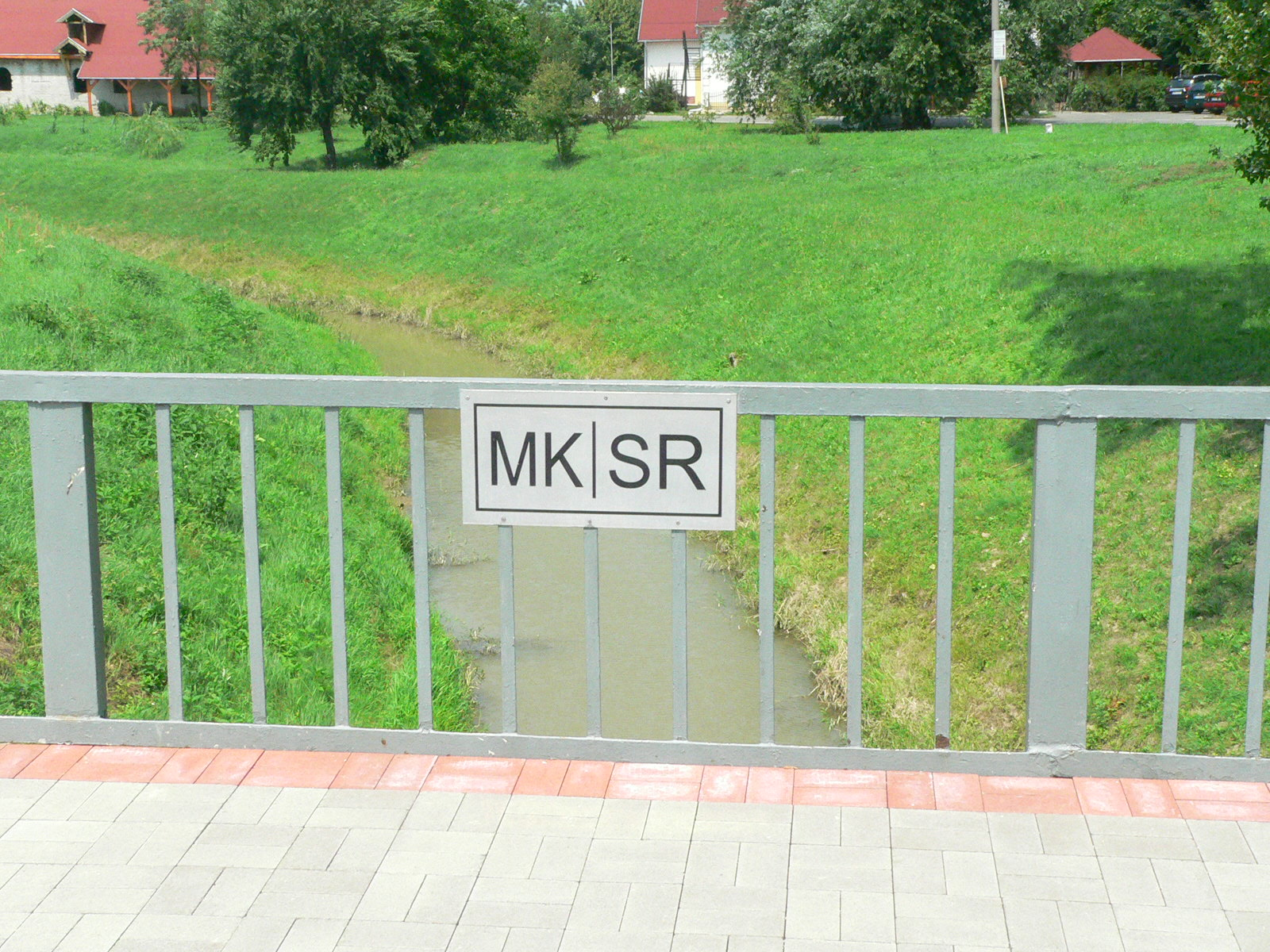
Pont construit au-dessus du Roňava

Après la Première Guerre mondiale, lors de la délimitation de la frontière entre la Hongrie et la Tchécoslovaquie, ce ruisseau fut désigné comme frontière en tant que « voie navigable », en réalité afin que la totalité de la voie ferrée située à l’est de la rivière appartienne aux pays de la Petite Entente et assure la relation entre eux, et c'est ainsi que la gare Gyárváros (« Cité industrielle ») et la centrale électrique de la ville de Sátoraljaújhely furent attribuées à la Tchécoslovaquie.

## Affluents
Liste des affluents dans le sens du courant (D=droite, G=gauche)

### Slovaquie
- Slančík D
  - Bradla D
- Jozefovský potok G
- Terebľa D
  - Starý potok D
  - Ostrý potok D
    - Markov potok D
- Kuzmický potok D
- Parnovka D
- Koltajský kanál G
- Dringáčsky potok G
- Lastovský kanál G
- Izra D
  - Malá Izra G
  - Brezinský potok D
  - Hečkovský potok D
  - Byšta D
- Hečka G
- Čerhovský potok G
- Veľkotrniansky potok G

### Hongrie
- Bózsva-patak D
  - Körös-viz-patak G
  - Nyíri-patak G
    - Kréta-patak D

  - Bisó G
    - Nagy-patak D
    - Falu-patak G
- Malotrniansky potok G
- Fehér-patak D
  - Magas-patak G